# Sun Yu (Regisseur)

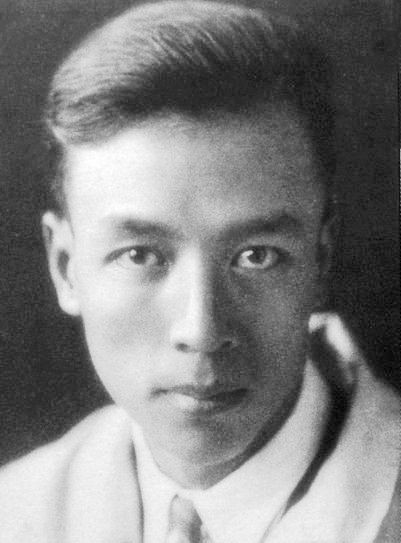
Sun Yu

Sun Yu (chinesisch 孫瑜 / 孙瑜, Pinyin Sūn Yú; * 21. März 1900 in Chongqing; † 11. Juli 1990 in Shanghai) war ein chinesischer Filmregisseur. Seine bei der Filmgesellschaft Lianhua gedrehten Werke aus den 1930er Jahren gehören zu den Klassikern des chinesischen Stummfilms.

## Leben
Nach dem Besuch der Qinghua-Universität in Peking ging er in die USA und studierte Literatur und Schauspiel an der University of Wisconsin, dann Drehbuch und Regie an der Columbia University und an der New York University Kamera und Filmschnitt. 1926 kehrte Sun Yu nach China zurück und fand Arbeit im Zentrum der chinesischen Filmindustrie, in Shanghai. 1928 führte er zum ersten Mal Regie. Nach Arbeiten für die Filmgesellschaften Changcheng und Minxin wurde sein dritter Film Gudaochunmeng (Spring Dream in the Old Capital) bei der Filmgesellschaft Lianhua ebenso ein Kassenerfolg des Jahres 1930 wie der kurz darauf gedrehte Ye cao xian hua (Wild Flower). Sun Yu blieb bei dieser Filmgesellschaft während der gesamten 1930er Jahre.
1932 setzte er seine filmischen Visionen in Ye meigui (Wild Rose) um, der neue künstlerische Standards im chinesischen Film setzte und Sun Yu zu einem der wichtigsten chinesischen Regisseure machte. Der Film handelt von der Liebschaft eines reichen Malers aus der Stadt – gespielt von Jin Yan – zu einem Mädchen vom Lande. Sun Yus Huoshan qingxue (Loving Blood of the Volcano) aus demselben Jahr war der erste chinesische Film, bei dem ein Kamerakran eingesetzt wurde. Das auf einer malaiischen Insel spielende Filmdrama ist die erste von mehreren Zusammenarbeiten des Regisseurs mit der Schauspielerin Li Lili. Im noch im selben Jahr folgenden Tianming (Daybreak) ist Li die Heldin, die vom Lande in die Stadt kommt, dort in die Zwänge der Prostitution gerät und am Ende von einem Erschießungskommando exekutiert wird, da sie ihrem revolutionären Cousin geholfen hat.
1933 gestaltete Sun Yu Xiao Wanyi (Little Toys) als Agitation gegen die aggressive japanische Expansionspolitik. Ruan Lingyu spielt darin in der Hauptrolle eine Frau, die in einem Dorf Spielzeuge herstellt, doch deren Absatzmöglichkeiten durch kriegerische Aktionen und ausländischen Wirtschaftsimperialismus zerstört wurden. Im Verlaufe des Films verliert sie ihren Mann und ihre beiden Kinder. Am Ende richtet sie, aus Kummer wahnsinnig geworden, einen Appell direkt an die Zuschauer, die Gefahr japanischer Aggression nicht zu übersehen und das Land zu verteidigen. Die hier neben Ruan als Tochter spielende Li Lili setzte Sun Yu in den Mittelpunkt seines nächsten Films Ti yu huang hou (The Queen of Sport) (1934). Als Leichtathletin, die durch ihre Sprintleistungen bekannt wird, erlebt sie die Oberflächlichkeit des Ruhms. Sun Yu gestaltete hier erstmals ein positives und starkes Bild der modernen chinesischen Frau, das im Gegensatz zu den üblichen Heldinnen im chinesischen Film stand.
Höhe- und Endpunkt seiner Stummfilme ist der Anfang 1935 veröffentlichte Dalu (The Big Road). Im Zentrum des Geschehens steht der Bau einer Straße, die zur Landesverteidigung benötigt wird. Der Film zeichnet das Bild von sechs Straßenarbeitern und zwei mit ihnen befreundeten Mädchen und beschwört den chinesischen Nationalgeist vor dem Hintergrund einer drohenden japanischen Invasion. 
Von 1935 bis 1941 führte Sun Yu Regie bei fünf Tonfilmen. Wegen der japanischen Besetzung Shanghais 1937 ging Sun zuerst nach Wuhan, dann nach Chongqing, wo er 1940/41 während des japanisch-chinesischen Kriegs die beiden Kriegsfilme The Sky Rider und A Bloody Lesson drehte. Nach dem Zweiten Weltkrieg verbrachte er zwei Jahre in den USA, um sich von einer schweren Erkrankung zu erholen. 1947 kehrte Sun nach China zurück und nahm seine Arbeit als Regisseur wieder auf.
Von 1948 bis 1950 drehte er Wu Xun zhuan (The Life of Wu Xun) über die Notwendigkeit der Bildung auch für Arme. Der zweiteilige Film mit Zhao Dan in der Titelrolle wurde 1951 veröffentlicht, doch erhielt negative Kritiken von Mao Zedong und den neuen kommunistischen Machthabern. Die Karriere von Sun Yu wurde fortan staatlicherseits behindert, in den nächsten zehn Jahren konnte er nur drei Filmprojekte verwirklichen, zuletzt mit Lady Qin (1961) eine Opernverfilmung. Während der Kulturrevolution wurde er – wie viele andere Kulturschaffende – denunziert. Erst Mitte der 1970er Jahre arbeitete er wieder kurz als Regisseur.
Seine letzten Lebensjahre verbrachte Sun Yu mit dem Schreiben seiner 1987 erschienenen Autobiografie und der Übersetzung von Gedichten seines Lieblingsdichters Li Bai ins Englische und deren Veröffentlichung.
Zwei der drei Stummfilme auf der von Filmexperten zusammengestellten und bei den Hong Kong Film Awards 2005 veröffentlichten Liste der 100 besten chinesischen Filme sind Werke von Sun Yu: Dalu und Xiao Wanyi.